# Molière du spectacle en région
Palmarès du Molière du meilleur spectacle de la décentralisation (et nominations).

## 1988-1996
- 1988 : L'École des femmes, mise en scène Marcel Maréchal, La Criée, Marseille
  - Credo de Enzo Cormann, au Nouveau Théâtre d'Angers
  - L'Étrange Intermède au Théâtre Daniel-Sorano (Toulouse)
  - Œdipe à Colone par La Compagnie Pénélope au Festival d'Avignon
- 1989 : Les Trois Sœurs, mise en scène Maurice Bénichou, Centre national de création d'Orléans
  - Ainsi va le monde à la Comédie de Caen
  - Dom Juan à La Criée Théâtre national de Marseille
  - Quartett au Centre dramatique national de Lyon
- 1990 : La Traversée de l'hiver, mise en scène Patrice Kerbrat, Cado, Orléans
  - La Dame de chez Maxim aux Centre dramatique national de Lyon, Comédie de Genève
  - Dom Juan à La Criée Théâtre national de Marseille
  - Les Fausses Confidences à La Salamandre, Théâtre national de la Région Nord-Pas-de-Calais
- 1991 : Zone libre, mise en scène Maurice Bénichou, Cado, Orléans
  - La Dame de chez Maxim au Centre dramatique national de Lyon, Théâtre des Amandiers
  - L'Été à La Salamandre (Lille)
  - La Maman et la Putain aux Centre dramatique national de Lyon, Théâtre Daniel-Sorano (Toulouse)
  - Platonov au TNP Villeurbanne
- 1992 : Maître Puntilla et son valet Matti, mise en scène Marcel Maréchal La Criée, Marseille
  - Déjeuner chez Ludwig W. au Théâtre Daniel-Sorano (Toulouse)
  - Britannicus au Théâtre du 8ème-Lyon
  - Roberto Zucco au TNP Villeurbanne
- 1993 : Edwige Feuillère en scène, mise en scène Jean-Luc Tardieu Maison de la Culture Loire Atlantique, Nantes
  - Macbett au Centre national de création d'Orléans et au Théâtre national de la Colline
  - L'Église au Centre dramatique national de Lyon, et au Théâtre des Amandiers
  - Désir sous les ormes au Théâtre national de Bretagne (Rennes), et au Théâtre des Amandiers
- 1994 : Le Malade imaginaire, mise en scène Marcel Maréchal La Criée, Marseille
  - Alceste aux Théâtre des 13 Vents, Centre dramatique national Languedoc-Roussillon Montpellier, Comédie de Saint-Étienne
  - La Cerisaie au Théâtre national de Marseille La Criée
  - Visiteurs aux Centre dramatique national de Franche-Comté, Théâtre de la Manufacture (Nancy)
- 1996 : L'Année des treize lunes, mise en scène Jean-Louis Martinelli Théâtre national de Strasbourg
  - Le Faiseur au Théâtre des Célestins
  - L'Illusion comique aux Centre dramatique de Bretagne, Théâtre de Lorient
  - L'Assemblée des femmes à La Maison de la Culture de Loire-Atlantique
  - La Tour de Nesle aux Centre dramatique national Nice, TNP Villeurbanne

## 2004-2005
Palmarès du Molière du meilleur spectacle en région (et nominations).
- 2004 : L'Opéra de quat'sous, mise en scène Christian Schiaretti TNP, Villeurbanne
  - Dom Juan, au Théâtre national de Nice
  - Italienne scène et orchestre, au Théâtre national de Bretagne (Rennes)
  - Ma vie de Chandelle, à la Comédie de Reims
  - Max Gericke ou pareille au même, au Théâtre du Point du Jour (Lyon)
  - Le Misanthrope, au Théâtre national de Strasbourg
- 2005 : Daewoo, mise en scène Charles Tordjman Théâtre de la Manufacture
  - Fantomas revient, CDN Limousin
  - Hamlet, Diphtong compagnie, Marseille
  - Macha s'est absentée, Grenoble
  - Merci pour elles, Théâtre du Fust, Montélimar
  - Les Sublimes, Compagnie H. Van der Zoe

## 2006
Grand prix spécial du jury théâtre public en région (et nominations).
- 2006 : La Mort de Danton de Georg Büchner, mise en scène Jean-François Sivadier Théâtre national de Bretagne
  - La Tour de la Défense de Copi, par le Théâtre national de Bretagne
  - La Baladin du Monde Occidental de Synge, par la Théâtre de Chaillot
  - Marcia Hesse de Fabrice Melquiot, par la Comédie de Reims
  - Plic Ploc du Cirque Plume, à La Coursive
  - La Rose et la Hache de Carmelo Bene au Théâtre de l'Odéon

## 2007
Palmarès du Molière du théâtre en région (et nominations).
- 2007 : Au revoir parapluie de James Thierrée
  - Le Bourgeois, la mort et le comédien, Les Précieuses ridicules, Le Tartuffe, Le Malade Imaginaire de Molière mise en scène Éric Louis
  - La Cantatrice chauve (et autour) d'Eugène Ionesco, mise en scène Daniel Benoin
  - Coriolan de Shakespeare, mise en scène Christian Schiaretti
  - De la part du ciel de et mise en scène Bruno Meyssat
  - Dommage qu’elle soit une putain de John Ford, mise en scène Stuart Seide
  - Dors mon petit enfant de Jon Fosse, mise en scène Étienne Pommeret
  - Falstaff’s stories ou les folles aventures de Sir John Falstaff de François Bourgeat et Marcel Maréchal, mise en scène Marcel Maréchal
  - Hedda Gabler de Henrik Ibsen, mise en scène Richard Brunel
  - Ionesco suite d'Eugène Ionesco, mise en scène Emmanuel Demarcy-Mota
  - Jean la chance de Bertolt Brecht, mise en scène Jean-Claude Fall
  - Plus ou moins l’infini d'Aurélien Bory